# كاثي كيوكيندل
كاثي كيوكيندل (بالإنجليزية: Kathy Kuykendall)‏ هي لاعب كرة مضرب أمريكية، ولدت في 23 نوفمبر 1956 في هيوستن في الولايات المتحدة.

## وصلات خارجية
- كاثي كيوكيندل على موقع رابطة محترفات التنس (الإنجليزية)
- كاثي كيوكيندل على موقع الاتحاد الدولي لكرة المضرب (الإنجليزية)
- كاثي كيوكيندل على موقع كأس بيلي جين كينغ (الإنجليزية)
- كاثي كيوكيندل على موقع خلاصة التنس.كوم (الإنجليزية)